# Кетцалькоатль (птерозавр)
Кетцалькоа́тль (лат. Quetzalcoatlus) — один из крупнейших известных представителей отряда птерозавров (Pterosauria). В род включают 2 вида: Quetzalcoatlus northropi и Quetzalcoatlus lawsoni. Размах крыльев точно не известен из-за неполной сохранности ископаемых остатков, но по пропорциям птерозавров других видов оценивается приблизительно в 12 метров (по мнению некоторых палеонтологов — до 15 м). Обнаружен в верхнемеловых отложениях Северной Америки (время обитания — примерно 70,6—66,0 миллионов лет назад).

## Описание
Окаменелости кетцалькоатля обнаружены в Северной Америке. Название дано в честь ацтекского бога Пернатого Змея. В настоящее время кетцалькоатль вместе с арамбургианой и хацегоптериксом являются самыми крупными известными летающими существами за всю историю жизни на планете. Кетцалькоатль и арамбугиана были примерно одинакового размера, только первый был немного массивнее.

## Размеры
Изначально размах крыльев оценили в 15,9 метра, усреднив оценку через пропорции других птерозавров. Однако в ходе исследования 1981 года оценочный размер уменьшили до 11—12 метров. Более поздние исследования ещё уменьшили размах крыльев самого крупного ископаемого представителя до 10—11 метров.
Оценить массу гигантских аждархид очень сложно, поскольку современных видов схожего размера или строения нет. Поэтому в разных публикациях результаты разнятся. В то время как некоторые исследования традиционно указывают крайне низкую оценочную массу, как например 70 кг для 10-метровой особи, в новых исследованиях, опубликованных с начала 2000-х годов, масса наиболее крупного представителя Quetzalcoatlus northropi (образец TMM 41450-3) с размахом крыльев 10—11 метров оценивается в 200—250 кг.

## Питание
О жизненном укладе кетцалькоатля существует несколько предположений. Поскольку кости были найдены в сотнях километров от береговой линии, и следов больших рек или глубоких озёр найдено не было, Дуглас Лоусон в 1975 году отверг рыболовную природу кетцалькоатля, предположив, что животное питалось падалью подобно африканскому марабу. Лоусон нашёл ископаемые остатки гигантского птерозавра во время поисков костей аламозавра, бывшего важной частью экосистемы.
В 1996 году Томас Леман и Уонн Лэнгстон указали, что строение нижней челюсти отличается от таковой у типичных птиц-падальщиков. Они предположили, что длинная шея и длинные беззубые челюсти позволяли кетцалькоатлю питаться примерно как современные водорезы, ловя рыбу во время полёта над водой, прочёсывая волны клювом.
Однако исследование 2007 года показало, что для такого большого птерозавра подобный полёт был бы слишком энергозатратен из-за сильного лобового сопротивления клюва в воде.